# Тюлебаев, Рахимбай
Рахимбай Тюлебаев  (каз. Рақымбай Төлебаев; 25 июля 1910, с. Кызылтас — 13 августа 1992, Алма-Ата, Казахстан) — советский казахский партийный и государственный деятель, в 1940—1945 годах — 1-й секретарь Кызыл-Ординского обкома КП(б) Казахстана.

## Биография
Окончил школу ФЗО. В 1928—1936 годах — рабочий на свинцовом заводе в городе Риддер (Лениногорск), заместитель секретаря заводского парткома, инструктор Риддерского парткома.
В 1938 году окончил Институт марксизма-ленинизма.
В 1938—1940 годах — 3-й, 2-й секретарь Южно-Казахстанского областного комитета партии, в 1940—1945 годах — 1-й секретарь Кызыл-Ординского областного комитета КПСС.
В 1947 году окончил Высшую партийную школу при ЦК КПСС.
В 1947—1950 гг. — директор совхоза в Капальском районе Талды-Курганской области, в 1950-1958 и в 1958 — 1959 гг. — директор школы в Каскеленском районе Алма-Атинской области. В 1959 — 1961 гг. — директор совхоза в Бухтарминском районе Восточно-Казахстанской области.
В 1961 — 1963 гг. — заместитель директора кондитерского завода в Усть-Каменогорске, в 1963 — 1971 гг. занимал должность председателя профсоюза работников Восточно-Казахстанской области.

## Награды
Награждён орденом «Знак Почёта» (05.11.1940) «в связи с 20-летним юбилеем Казахской ССР, за достижения в развитии промышленности, сельского хозяйства, науки и искусства».